# 郭四海
郭四海（穆麟德轉寫：goshai，？—1682年），滿洲正紅旗人，清朝官员、清朝刑部尚書。
康熙十七年十二月己亥，接替喀代，擔任清朝兵部尚書，后改禮部尚書。由折爾肯接任。曾任禮部尚書銜管。康熙二十年七月丁巳，接替介山，擔任清朝刑部尚書。康熙二十一年卒，由喀爾圖接任。諡文敏。